# Basura blanca

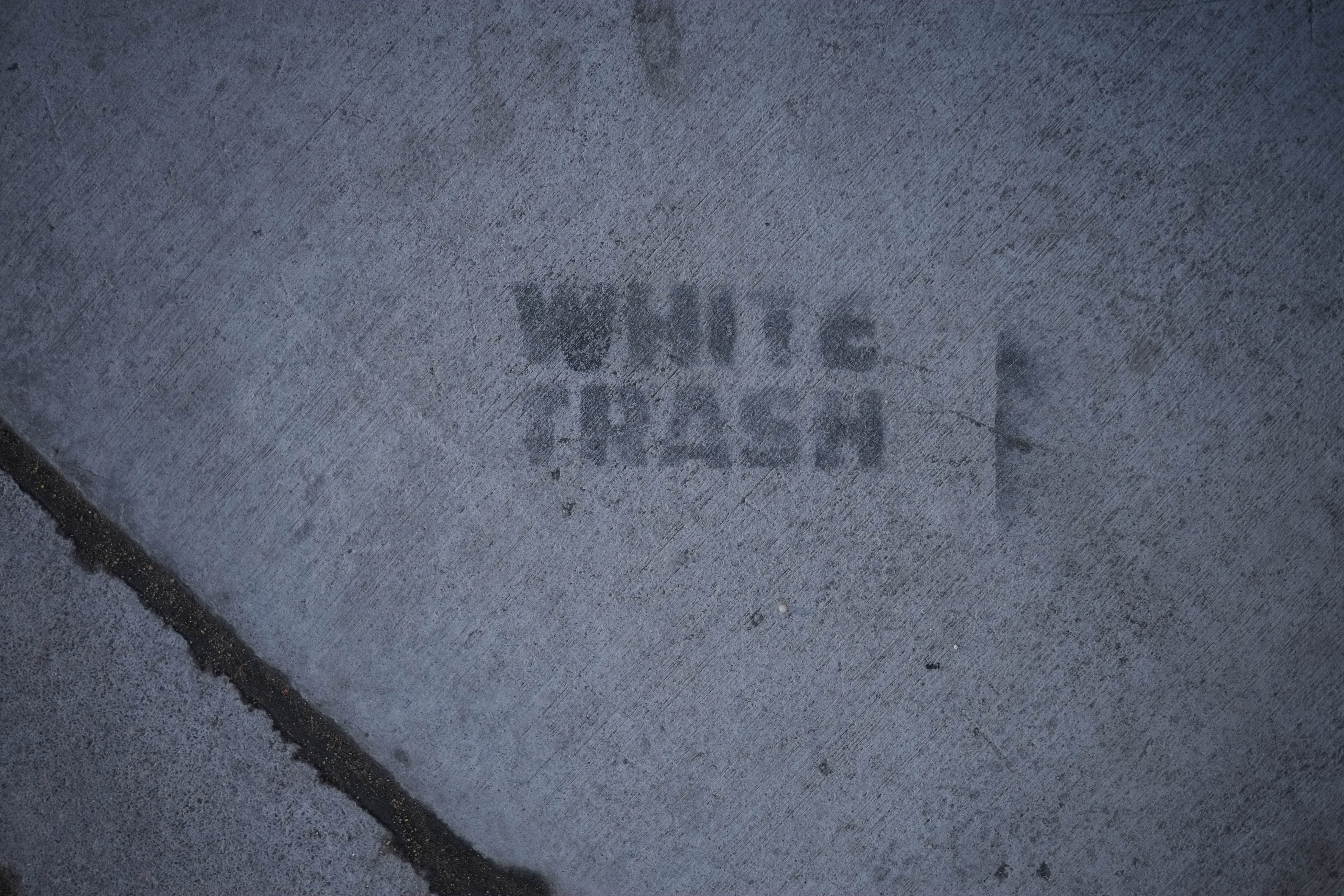
Grafiti en Denver.

Basura blanca (en inglés White trash) es un término despectivo usado principalmente en los Estados Unidos que combina un componente étnico con la clase social, refiriéndose a las personas de tez blanca pertenecientes a las clases bajas o socialmente marginadas. A menudo se utiliza también el de trailer trash. Es comparable a «honky», que se refiere a personas blancas, aunque además alega un bajo estatus social y una perspectiva de pobreza (movilidad descendente). Llamar a alguien «basura blanca» es acusar a esa persona de estar en bancarrota a nivel cultural. «Basura blanca» no es un grupo demográfico reconocido en sociología.
La postura con respecto al término se ha vuelto más liviana en los últimos años, al punto que algunas personas se describen a sí mismas como «basura blanca», y hay un género de música rock conocido con orgullo como «white-trash rock» pero la frase nunca se encuentra en contextos diplomáticos. El término generalmente va asociado a la pobreza, y a menudo a excentricidad.

## Orígenes y contextos
Los orígenes del término pueden venir de un pasado de segregación racial, pero el uso moderno de la frase pone énfasis en la palabra «trash» (basura o cachivache) como rótulo de alguien socialmente despreciable. A menudo es usado por personas blancas de clase baja para estigmatizar a otros de su clase considerados más atrasados de lo normal dentro de esa clase. Los «basura blanca» son percibidos como de modales brutos, con estándares morales por debajo de lo normal, y carentes de comportamiento y educación culta. Blasfemar, fumar, ebriedad, conducta excesivamente ruidosa y animada en público, apostar (especialmente en compras copiosas de boletos de lotería) son ejemplos de vicios de «basura blanca». El término podría ser aplicado a gente que por ejemplo, viva en un apartamento decrépito, tenga una familia numerosa, carezca de instalación sanitaria interna, y tenga un patio lleno de escombros o quizás un vehículo que no funcione.
Este grupo es «la categoría más pobre y más menospreciada y más desestimada de blancos de Estados Unidos». De acuerdo a la categorización de Paul Fussell de clase social, la mayoría de esta gente estaría en un nivel bajo y medio de la clase proletaria. Según el Oxford English Dictionary, «basura blanca» era un término peyorativo, de uso común a partir de los años 1830, usado por los esclavistas de la clase alta de los estados del sur (blancos ricos, a menudo terratenientes aristocráticos) contra los blancos pobres que trabajaban en los campos o como sirvientes.
Por esos momentos, también se utilizaban como sinónimos «sand hiller» y «clay eater» (comedor de arcilla). Se asumía que los «basura blanca» labraban (hiperbólicamente) de manera inepta en tierras pobres y a partir de ello recurrían a comer arcilla con el fin de sobrevivir. El término envuelve características de conducta (como manierismos, estilo de vida) y características raciales (gente blanca de origen anglosajón); y es usado extensamente en Estados Unidos, no solo en estados como los del sur o el medio oeste, sino también en ciudades como Nueva York y Los Ángeles como una taquigrafía para burlarse de otros. Sobre la costa oeste, así mismo, el término se utiliza coloquialmente en su abreviatura: PWT (Poor White Trash), en el cual «poor» significa pobre, «white» hace alusión al aspecto racial, y «trash» como cachivache o basura enfatiza la condición de marginal.